# Koutiala
Koutiala è un comune urbano del Mali, capoluogo del circondario omonimo, nella regione di Sikasso.
Il centro urbano è composto da 12 quartieri:
- Bolibana
- Darsalam I
- Darsalam II
- Hamdallaye
- Kôkô
- Koulikoro
- Lafiala
- Medina-Coura
- N'Tonasso
- Ouattarla
- Sogomougou
- Wala-Wala

Il comune comprende inoltre 8 nuclei abitati staccati:
- Bougoro
- Deresso
- Koumbe
- N'Tiesso
- Signe
- Wattorosso
- Wolobougou
- Wolosso